# Azione Democratica Nazionalista
Azione Democratica Nazionalista (in spagnolo Acción Democrática Nacionalista - ADN) è un partito politico boliviano di orientamento nazional-conservatore fondato nel 1979 su iniziativa del generale Hugo Banzer Suárez, già capo dello Stato dal 1971 al 1978 come dittatore e che sarebbe ritornato alla presidenza nel 1997.

## Risultati elettorali
| Elezione                      | Candidato                           | Voti    | %     | Seggi  | Seggi    |
| ----------------------------- | ----------------------------------- | ------- | ----- | ------ | -------- |
| Generali 1980                 | Hugo Banzer Suárez ❌ Non eletto    | 220.309 | 16,83 | Camera | 24 / 130 |
| Generali 1980                 | Hugo Banzer Suárez ❌ Non eletto    | 220.309 | 16,83 | Senato | 6 / 27   |
| Generali 1985                 | Hugo Banzer Suárez ❌ Non eletto    | 493.735 | 32,83 | Camera | 41 / 130 |
| Generali 1985                 | Hugo Banzer Suárez ❌ Non eletto    | 493.735 | 32,83 | Senato | 10 / 27  |
| Generali 1989                 | Hugo Banzer Suárez ❌ Non eletto    | 357.298 | 25,24 | Camera | 38 / 130 |
| Generali 1989                 | Hugo Banzer Suárez ❌ Non eletto    | 357.298 | 25,24 | Senato | 8 / 27   |
| Generali 1993 (con MIR)       | Hugo Banzer Suárez ❌ Non eletto    | 346.811 | 21,05 | Camera | 35 / 130 |
| Generali 1993 (con MIR)       | Hugo Banzer Suárez ❌ Non eletto    | 346.811 | 21,05 | Senato | 8 / 27   |
| Generali 1997 (con NFR e PDC) | Hugo Banzer Suárez ✔️ Eletto        | 484.705 | 22,26 | Camera | 32 / 130 |
| Generali 1997 (con NFR e PDC) | Hugo Banzer Suárez ✔️ Eletto        | 484.705 | 22,26 | Senato | 11 / 27  |
| Generali 2002                 | Ronald MacLean Abaroa ❌ Non eletto | 94.386  | 3,40  | Camera | 4 / 130  |
| Generali 2002                 | Ronald MacLean Abaroa ❌ Non eletto | 94.386  | 3,40  | Senato | 0 / 27   |